# The Players Championship
The Players Championship est un tournoi de golf du tableau masculin de la PGA Tour, qui se déroule en mars. Créé en 1974, il se dispute sur le parcours de TPC at Sawgrass à Ponte Vedra Beach en Floride. Le parcours dessiné par Peter Dye est considéré comme l'un des plus techniques du circuit américain .

Il est officieusement considéré par beaucoup comme le 5e Majeurs. Cela s'explique par plusieurs raisons: tout d'abord, c'est l'un des tournois les plus richement dotés.  C'est également le tournoi qui octroie le plus de points, après les Majeurs, au classement mondial des golfeurs. La plupart des meilleurs joueurs du classement mondial participent ainsi chaque année au tournoi.
Le vainqueur du tournoi se voit octroyer également un certain nombre de privilèges : dispense de carte pour le circuit américain pendant 5 ans ; trois ans d'invitations au Masters ou PGA Championship.

## Palmarès
| Année                           | Vainqueur                                                      | Nationalité                                                    |
| The Players Championship        |                                                                |                                                                |
| 2025                            | Rory McIlroy                                                   | Irlande du Nord                                                |
| 2024                            | Scottie Scheffler                                              | États-Unis                                                     |
| 2023                            | Scottie Scheffler                                              | États-Unis                                                     |
| 2022                            | Cameron Smith                                                  | Australie                                                      |
| 2021                            | Justin Thomas                                                  | États-Unis                                                     |
| 2020                            | Annulé après le 1er tour en raison de la pandémie de COVID 19. | Annulé après le 1er tour en raison de la pandémie de COVID 19. |
| 2019                            | Rory McIlroy                                                   | Irlande du Nord                                                |
| 2018                            | Webb Simpson                                                   | États-Unis                                                     |
| 2017                            | Kim Si-woo                                                     | Corée du Sud                                                   |
| 2016                            | Jason Day                                                      | Australie                                                      |
| 2015                            | Rickie Fowler                                                  | États-Unis                                                     |
| 2014                            | Martin Kaymer                                                  | Allemagne                                                      |
| 2013                            | Tiger Woods                                                    | États-Unis                                                     |
| 2012                            | Matt Kuchar                                                    | États-Unis                                                     |
| 2011                            | Choi Kyung-Ju                                                  | Corée du Sud                                                   |
| 2010                            | Tim Clark                                                      | Afrique du Sud                                                 |
| 2009                            | Henrik Stenson                                                 | Suède                                                          |
| 2008                            | Sergio García                                                  | Espagne                                                        |
| 2007                            | Phil Mickelson                                                 | États-Unis                                                     |
| 2006                            | Stephen Ames                                                   | Canada                                                         |
| 2005                            | Fred Funk                                                      | États-Unis                                                     |
| 2004                            | Adam Scott                                                     | Australie                                                      |
| 2003                            | Davis Love III                                                 | États-Unis                                                     |
| 2002                            | Craig Perks                                                    | Nouvelle-Zélande                                               |
| 2001                            | Tiger Woods                                                    | États-Unis                                                     |
| 2000                            | Hal Sutton                                                     | États-Unis                                                     |
| 1999                            | David Duval                                                    | États-Unis                                                     |
| 1998                            | Justin Leonard                                                 | États-Unis                                                     |
| 1997                            | Steve Elkington                                                | Australie                                                      |
| 1996                            | Fred Couples                                                   | États-Unis                                                     |
| 1995                            | Lee Janzen                                                     | États-Unis                                                     |
| 1994                            | Greg Norman                                                    | Australie                                                      |
| 1993                            | Nick Price                                                     | Zimbabwe                                                       |
| 1992                            | Davis Love III                                                 | États-Unis                                                     |
| 1991                            | Steve Elkington                                                | Australie                                                      |
| 1990                            | Jodie Mudd                                                     | États-Unis                                                     |
| 1989                            | Tom Kite                                                       | États-Unis                                                     |
| 1988                            | Mark McCumber                                                  | États-Unis                                                     |
| Tournament Players Championship |                                                                |                                                                |
| 1987                            | Sandy Lyle                                                     | Écosse                                                         |
| 1986                            | John Mahaffey                                                  | États-Unis                                                     |
| 1985                            | Calvin Peete                                                   | États-Unis                                                     |
| 1984                            | Fred Couples                                                   | États-Unis                                                     |
| 1983                            | Hal Sutton                                                     | États-Unis                                                     |
| 1982                            | Jerry Pate                                                     | États-Unis                                                     |
| 1981                            | Raymond Floyd                                                  | États-Unis                                                     |
| 1980                            | Lee Trevino                                                    | États-Unis                                                     |
| 1979                            | Lanny Wadkins                                                  | États-Unis                                                     |
| 1978                            | Jack Nicklaus                                                  | États-Unis                                                     |
| 1977                            | Mark Hayes                                                     | États-Unis                                                     |
| 1976                            | Jack Nicklaus                                                  | États-Unis                                                     |
| 1975                            | Al Geiberger                                                   | États-Unis                                                     |
| 1974                            | Jack Nicklaus                                                  | États-Unis                                                     |

## Palmarès par golfeur
| Nombre de tournois par golfeur |             |                  |       |
| Nom                            | Nationalité | Années           | Total |
| Jack Nicklaus                  | États-Unis  | 1974, 1976, 1978 | 3     |
| Fred Couples                   | États-Unis  | 1984, 1996       | 2     |
| Steve Elkington                | Australie   | 1991, 1997       | 2     |
| Davis Love III                 | États-Unis  | 1992, 2003       | 2     |
| Hal Sutton                     | États-Unis  | 1983, 2000       | 2     |
| Tiger Woods                    | États-Unis  | 2001, 2013       | 2     |